# Titi Ajnaw
Titi Ajnaw, właśc. Jitisz Ajnaw (amh. ይታይሽ ቲቲ አየነው, hebr. טיטי איינאו, ang. Yityish Titi Aynaw. ur. w 1992) – izraelska modelka, Miss Izraela (2013). Jest pierwszą Felaszką, która wygrała ten konkurs, i tym samym również pierwszą czarnoskórą Miss Izraela.
Urodziła się w Chahawit w etiopskiej prowincji Begemder. Została osierocona w dzieciństwie. W wieku 12 lat wraz z dziadkami wyemigrowała do Izraela. Po odbyciu służby wojskowej pracowała w sklepie odzieżowym. W lutym 2013 roku została wybrana Miss Izraela, nie mając wcześniej doświadczeń w modelingu, zachęcona do udziału w konkursie przez przyjaciół.